# Megapterium macrocarpum
Megapterium macrocarpum là một loài thực vật có hoa trong họ Anh thảo chiều. Loài này được (Nutt.) R.R. Gates mô tả khoa học đầu tiên năm 1914.